# Britton Wilson
Britton Wilson (ur. 13 listopada 2000) – amerykańska lekkoatletka specjalizująca się w biegach sprinterskich i płotkarskich.
W 2022 roku startowała na mistrzostwach świata w Eugene, podczas których indywidualnie była piąta w biegu na 400 metrów przez płotki, a w sztafecie 4 × 400 metrów wywalczyła złoto.
Medalistka mistrzostw USA. Stawała na najwyższym stopniu podium mistrzostw NCAA.

## Osiągnięcia

### Mistrzostwa świata
| Miejsce | Dzień       | Rok  | Miejscowość | Konkurencja        | Czas biegu  | Strata   | Zwycięzca                 |
| ------- | ----------- | ---- | ----------- | ------------------ | ----------- | -------- | ------------------------- |
| 5.      | 22 lipca    | 2022 | Eugene      | bieg na 400 m ppł  | 54,02 s     | + 3,34 s | Sydney McLaughlin-Levrone |
| złoto   | 24 lipca    | 2022 | Eugene      | sztafeta 4 x 400 m | 3:17,79 min | –        | –                         |
| 46.     | 20 sierpnia | 2023 | Budapeszt   | bieg na 400 m      | 53,87 s     | –        | Marileidy Paulino         |

## Rekordy życiowe
- bieg na 400 metrów (stadion) – 49,13 (2023)
- bieg na 400 metrów (hala) – 49,48 (2023) były rekord Ameryki Północnej, 3. wynik w historii światowej lekkoatletyki
- bieg na 400 metrów przez płotki – 53,08 (2022)